# Граждени (Васлуј)
Граждени (рум. Grăjdeni) насеље је у Румунији у округу Васлуј у општини Фрунтишени. Oпштина се налази на надморској висини од 152 m.

## Становништво
Према подацима из 2002. године у насељу је живело 835 становника, од којих су сви румунске националности.